# Église Saint-Laurent d'Ollioules
L'église Saint-Laurent est une église catholique française située à Ollioules, dans le département du Var.

## Localisation
L'église est située dans le centre historique d'Ollioules.

## Historique

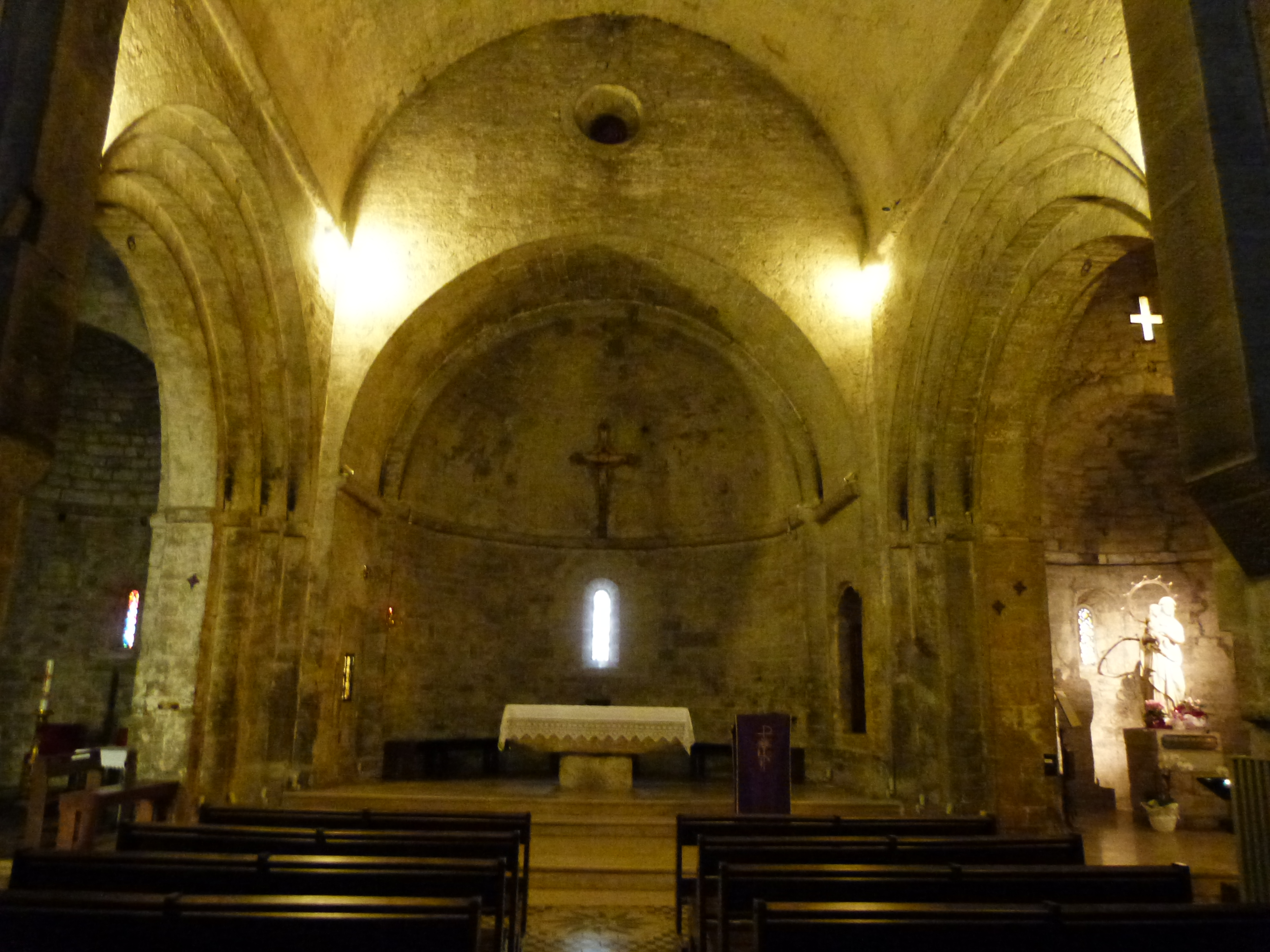
Le chœur de l'église.

Deux dates permettent de situer l’époque de la construction de l’église Saint-Laurent. 
En 1096, l’évêque auxiliaire de Toulon, Jacques de Palme, décida de constituer le chapitre de la cathédrale. L’église d’Ollioules fut attribuée comme prébende au chapitre, à charge pour les chanoines désignés de s’occuper de sa construction et de son administration. 
En 1143, l’église d’Ollioules est à nouveau citée parmi pour déterminer les droits respectifs de l’évêque de Toulon et de l’abbé de Saint-Victor-lès-Marseille sur celle-ci.
L’observation de la façade permet de repérer facilement les phases de construction. Le bâtiment initial se composait vraisemblablement d’une nef et d’un chœur en abside orienté à l’est. Le premier cimetière consacré date de la création de l’édifice ; il était situé au sud-est du chœur. Les tombes les plus anciennes remontent au début du XIIe siècle. Elles étaient profondément enfouies dans le substrat alluvial et étaient recouvertes de dalles. Les sépultures contenant des corps d’enfants étaient regroupées contre le chevet de l’église, au plus près de l’autel.
Entre 1372 et 1375 on construisit un mur d’enceinte qui englobait le château, la ville et l'église. Un premier clocher, peut-être inclus dans la fortification, était situé sous le clocher actuel ; il est attesté par les fouilles archéologiques de 1992-1993. Celle-ci ont permis de dégager plus de soixante-dix tombes et de déterminer qu'au XIVe siècle l’extension de la nécropole avait atteint l’actuelle rue République.
Progressivement, les potentialités du terroir agricole situé sur les rives de la Reppe permirent une extension des cultures et s’accompagnèrent d’un développement de la population. L’accroissement de la communauté rendit nécessaire un agrandissement de l’église dans le courant du XVe siècle. En 1475, l’évêque de Toulon, Jean Huet, lors de sa visite pastorale, ordonna la restauration et l’agrandissement de l’édifice. 
La largeur fut portée à 17 mètres et on relia deux nefs latérales à la nef centrale par des arcs doubleaux. Voutées en berceaux et terminées par des absides en cul-de-four, elles s’ouvraient sur le parvis par une porte en plein cintre. Le style roman initial fut conservé. 
En 1517, l’église est mentionnée comme étant complètement restaurée. L’importance des travaux effectués rendit nécessaire une nouvelle consécration.
En 1652, de riches familles ollioulaises financèrent la construction de chapelles latérales. L’édifice atteignit alors ses dimensions définitives. C’est également vers cette époque que fut installé le clocher actuel. La cloche date de 1784.

## Classement
L'édifice a été classé au titre des monuments historiques par arrêté du 11 octobre 1982. De nombreux objets mobiliers sont également inscrits au titre des monuments historiques.